# Attilio Frescura
Attilio Frescura (Padova, 28 agosto 1881 – Lecco, 18 ottobre 1943) è stato uno scrittore e giornalista italiano.

## Biografia
Figlio di Angelo Frescura fondatore della prima fabbrica di occhiali del Cadore, lavorò a Bologna in qualità di redattore della casa editrice Cappelli, che pubblicò più di metà delle sue opere, vi fu anche direttore del giornale Resto del Carlino, e vi fondò il Corriere del pomeriggio. Cercò nuove strade di espressione fondando il Teatro Sperimentale Italiano. Fu interventista, ufficiale della Territoriale al fronte e decorato di medaglia d'argento e di medaglia di bronzo al valor militare; raccolse i suoi ricordi e commenti sulla Grande Guerra nel "diario di un imboscato", uno dei pochi testi privi di retorica pubblicati subito dopo la Grande Guerra e che conobbe un meritato successo.
Un suo busto è presente nella biblioteca di Calalzo insieme ad una raccolta delle sue opere.

## Opere
- Diario di un imboscato (1919)
- Diciotto milioni di stelle (1920)
- La croce dei vivi
- I forzati dell'amore
- Le briciole di Lazzaro
- Le incredibili avventure di un branco di burattini
- Mille e una locuzione o modi di dire, cioè il meccano del parlare e dello scrivere corrente, ovverosia raccolta di frasi fatte, immagini abusate ed espressioni ritrite dalle quali giova guardarsi, raccolte per sé e per gli altri da A. Frescura (1928)
- L'isola dei fiori (1921)
- Non vogliamo encomi (1929)
- Canzoni popolari milanesi (1939)